# ライス郡 (カンザス州)
ライス郡 (Rice County、標準省略：RC) はアメリカ合衆国カンザス州に位置する郡である。2000年現在、人口は10,761人である。ここの最大都市及び郡庁所在地はライアンズである。ライス郡は酒類が禁じられた禁酒郡である。

## 地理
アメリカ合衆国統計局によると、この郡は総面積1,886 km2 (728 mi2) である。このうち1,882 km2 (727 mi2) が陸地で4 km2 (2 mi2) が水域である。総面積の0.24%が水域となっている。

### 隣接する郡
- エルズワース郡 (北)
- マクファーソン郡 (東)
- リノ郡 (南)
- スタッフォード郡 (南西)
- バートン郡 (北西)

## 人口動勢
2000年現在の国勢調査で、この郡は人口10,761人、4,050世帯、及び2,830家族が暮らしている。人口密度は6/km2 (15/mi2) である。2/km2 (6/mi2) の平均的な密度に4,609軒の住宅が建っている。この郡の人種的な構成は白人94.68%、アフリカン・アメリカン1.15%、先住民0.57%、アジア0.33%、太平洋諸島系0.04%、その他の人種1.84%、及び混血1.39%である。ここの人口の5.61%はヒスパニックまたはラテン系である。
この郡内の住民は24.70%が18歳未満の未成年、18歳以上24歳以下が13.30%、25歳以上44歳以下が22.80%、45歳以上64歳以下が21.30%、及び65歳以上が18.00%にわたっている。中央値年齢は38歳である。女性100人ごとに対して男性は92.20人である。18歳以上の女性100人ごとに対して男性は88.20人である。
この郡内の世帯ごとの平均的な収入は35,671米ドルであり、家族ごとの平均的な収入は40,960米ドルである。男性は31,175米ドルに対して女性は18,968米ドルの平均的な収入がある。この郡の一人当たりの収入 (per capita income) は16,064米ドルである。人口の10.70%及び家族の8.50%は貧困線以下である。全人口のうち18歳未満の14.60%及び65歳以上の8.20%は貧困線以下の生活を送っている。

## 都市及び町
- Alden
- Bushton
- Chase
- Frederick
- Geneseo
- リトルリバー (Little River)
- ライアンズ (Lyons)
- Raymond
- ステアリング (Sterling)

## 郡区
ライス郡は20の郡区に分けられる。ライアンズ及びステアリングの都市は governmentally independent と見なされ郡区向けの国勢調査外観から除外されている。以下の表内の人口中心は、もしかなりの数ならば、郡区の人口総計を含む最大都市である。

## 教育

### 統一された学校区
- ステアリング 統一教育学区376号
- チェース 統一教育学区401号
- リヨンズ 統一教育学区405号
- リトルリバー 統一教育学区444号